# Bowery at Midnight
Bowery at Midnight (titlu original: Bowery at Midnight) este un film SF de groază thriller american din 1942 regizat de Wallace W. Fox. În rolurile principale joacă actorii Bela Lugosi, John Archer.
 Filmul a fost relansat de Astor Pictures în 1949. 

## Prezentare
Lugosi joacă rolul unui profesor de psihologie în timpul zilei, care, în secret și sub alt nume, conduce noaptea o bucătărie numită Misiunea Prietenească Bowery. Personajul lui Lugosi își folosește bucătăria ca mijloc de a recruta membri ai unei bande criminale, al cărei șef este și el secret. De-a lungul filmului, unul dintre acoliții lui Lugosi, un medic care pare a fi un dependent de alcool, face aluzie la planuri privind cadavrele acoliților pe care Lugosi i-a ucis. Apoi, la sfârșitul filmului, aceste cadavre se dezvăluie că au fost readuse la viață de către medic. Personajul lui Lugosi își întâlnește moartea atunci când medicul îl conduce pe Lugosi fără să vrea într-o cameră de la subsol, unde cadavrele reanimate îl atacă. Spre sfârșitul filmului, rolul principal masculin, interpretat de John Archer, pare a fi ucis și reanimat în mod misterios, stare în care îl vede iubita lui. Apoi, în scena finală a filmului, el pare restabilit la starea sa anterioară de sănătate și nu ca un zombi și este pe cale să se căsătorească (sau a făcut-o deja) cu iubita lui.
Într-o scenă, cu doi polițiști care vorbesc în fața unui cinematograf, un afiș de film de la intrarea cinematografului, în spatele lor, face reclamă filmului lui Bela Lugosi, The Corpse Vanishes, un alt film de groază al lui Lugosi, lansat tot în 1942.

## Distribuție
- Bela Lugosi - Profesor Brenner, cunoscut și sub numele - Karl Wagner
- John Archer - Richard Dennison
- Wanda McKay - Judy Malvern
- Tom Neal - Frankie Mills
- Vince Barnett - Charley
- Anna Hope - Doamna Brenner
- John Berkes - Fingers Dolan
- J. Farrell MacDonald - Căpitanul  Mitchell
- Dave O'Brien - Peter Crawford
- Lucille Vance - Mrs. Malvern
- Lew Kelly - Doc Brooks
- Wheeler Oakman - Stratton
- Ray Miller - Big Man
- Bernard Gorcey - proprietarul magazinului de îmbrăcăminte la mâna a 2-a